# Rama Caminantes
Un Caminante, (originalmente Senior Scout) es un joven entre 14 a 17 años de edad que integra la Rama Comunidad (Comunidad Caminantes) del Movimiento Scout. Progresivamente varias Organizaciones Scouts Nacionales van adoptando este nombre para el grupo de edad que sigue a la Rama Scout y precede a la Rama Rovers.

## Surgimiento
El método educativo del Movimiento Scout para los jóvenes adolescentes fue variando a lo largo de los 100 años del Escultismo.
Originalmente Robert Baden-Powell pensó el programa de este movimiento juvenil para adolescentes varones de 11 a 16 años de edad.
Aunque todavía hoy en algunas Asociaciones Scouts Nacionales ese grupo de edad compone la Rama Scout, a partir del surgimiento social de la adolescencia luego de la Segunda Guerra Mundial progresivamente fueron apareciendo propuestas para que separaban a los niños menores de 14 de los jóvenes.
Los grupos de edad que Robert Baden-Powell ideó en la primera mitad del siglo XX fueron:
| Grupo de edad    | Escultismo | Guidismo               |
| ---------------- | ---------- | ---------------------- |
| Desde - Hasta    | Varones    | Mujeres                |
| 6 a 10 años      | Lobatos    | Brownies - Golondrinas |
| 11 a 15 años     | Scouts     | Guías                  |
| 15 a 17 años     | Pioneros   | Pioneras               |
| 18 a los 21 años | Rovers     |                        |

En Francia el Comisario Nacional de la Rama Scout de Scouts de France, Michel Menu, fue el impulsor de este grupo de edad que se introdujo como un puente entre la Rama Scouts y la Rama Rovers.
Esta renovación, también llamada Escultismo revisionista, tiene su origen en los años 50 del siglo XX en Scouts de France.
Michel Menu impulsó la adaptación del Escultismo incorporando reformas de la psicología y la Escuela Nueva de María Montessori para captar el interés de los adolescentes de posguerra.
Su primer propuesta para el grupo de edad llamado Raider Scouts incluía la invención de nuevos métodos de acción, de formación técnica; la participación comunitaria en servicios y otras características de mayor apertura.
Actualmente la incorporación de un grupo de edad para los 14 / 15 a 17 / 18 años de edad en el Movimiento Scout es la corriente mayoritaria en Europa y América Latina.
La nueva división de ramas (grupos de edades) que reemplaza a las tradicionales (lobatos, scouts, rovers) es la siguiente:
| Período                         | Edades             | Nombre de la rama                 |
| ------------------------------- | ------------------ | --------------------------------- |
| Infancias media y tardía        | 7/8 a 10/11 años   | Manada (Lobatos y Lobeznas)       |
| Pubertad y primera adolescencia | 10/11 a 14/15 años | Unidad Scouts o Tropa (Scouts)    |
| Adolescencia intermedia         | 14/15 a 17/18 años | Comunidad Caminantes (Caminantes) |
| Juventud                        | 17/18 a 20/21 años | Clan Rovers (Rovers)              |

## Programa
El lema de la rama varía de un país a otro. Algunos mantienen el tradicional "Siempre listo" de los Scouts y, otros adoptan la frase "Siempre Adelante".
En la Rama Caminantes, los equipos se federan en una Comunidad de Caminantes.
La autonomía lograda en la etapa anterior se profundiza y perfecciona.
Por ello, la sección, el grupo grande de jóvenes de la misma edad, se denomina Comunidad de Caminantes.
Como Marco Simbólico propone la aventura del descubrimiento de sí mismo y de los otros y el mundo: construir su identidad siendo constructor de caminos interiores y exteriores. La adolescencia es tiempo de un fuerte crecimiento interior (caminos interiores, identidad, autonomía de pensamiento, crisis). Estos caminos interiores se construyen en el encuentro del otro y de otras realidades (caminos exteriores: las relaciones de amistad, de pareja, la familia, la comunidad, la relación con lo trascendente, el gesto solidario como servicio).

## Actualidad

### OMMS-Región Interamericana
En 2008 las Organizaciones Scouts Nacionales de la Región Scout Interamericana de la Organización Mundial del Movimiento Scout publicaron la Guía para dirigentes de la Rama Caminantes, manual del Programa Scout que recoge el Método Scout para este grupo de edad.
Progresivamente varias asociaciones de la Región Interamericana de la OMMS han incorporado la Rama Caminantes a su programa educativo.
Los diseñadores de la Guía utilizan las hipótesis del desarrollo psicosocial que planteara en 1950 el psiquiatra E. Erikson, que se encuentra disponible en un libro de su autoría titulado “Infancia y sociedad”. La época en la que el autor formaliza las “ocho edades del hombre” en correspondencia con distintas crisis vitales; es la de los albores de la adolescencia como fenómeno social y cultural, antes de que la misma se generalice y expanda en los países desarrollados y en vías de desarrollo. A partir de la propuesta de Erikson se desarrolla la malla cognitiva comportamental llamada Objetivos educativos del Movimiento Scout que da lugar al protocolo de conductas planteado en las 4 publicaciones del MACPROs, en el que se objetivan una cantidad apreciable de conductas que deben obtenerse: las Guías para dirigentes de Manada, Rama Scout, la presente y la de Rama Rovers.

### Scouts de Argentina
En la etapa llamada de Renovación Pedagógica de Scouts de Argentina, iniciada en abril de 2000, se publicó Apuntes para el dirigente de la Rama Caminantes con los primeros bosquejos para este grupo de edad. Dichos lineamientos asumen las conclusiones del Cabildo Nacional de Rama Intermedia.
En 2002 se publica Herramientas para la aplicación del programa en la Rama Caminantes que incorpora lineamientos sobre el trabajo de la progresión personal del joven.
Luego, en la etapa de revisión del Programa de Jóvenes de Scouts de Argentina en 2006, siendo Rodrigo González Cao Director de Programa de Jóvenes se inicia el ciclo de Indabas.
La Indaba Nacional de la Rama Caminantes a fines de 2007 aprobó la nueva Guía para dirigentes de la Rama Caminantes de Scouts de Argentina, la cual difiere de la publicada en 2008 por la Región Interamericana de la Organización Mundial del Movimiento Scout.
La totalidad de los jóvenes se reúne periódicamente en Asamblea Caminante. En dicha reunión se eligen proyectos de interés común para todo el grupo.
La Asamblea Caminante es el espacio en el cual se resuelve el conflicto fundamental: elegir un solo proyecto (empresa) entre las propuestas de cada equipo.
Aunque la Comunidad de Caminantes elige de a una sola empresa por vez, las tareas para concretarla son llevadas a cabo en equipo.
Para coordinar las acciones de los diversos equipos se reúne al Consejo de Marcha. El Consejo de Marcha es un grupo de gestión de los jóvenes líderes donde se organizan las actividades, se distribuyen tareas y se coordina el calendario de los equipos.
En un ciclo de programa la empresa es central y ordenadora en la vida de la Comunidad, las actividades extra empresa complementan y enriquecen la vida de grupo.
La insignia de la Rama Caminantes es el símbolo que identifica a los jóvenes de este grupo de edad del Movimiento Scout.
En la Asociación de Scouts de El Salvador es un globo terráqueo dibujado en una pieza de tela cuadrada bordada en fondo verde con líneas curvas en blanco.
Los campamentos y actividades al aire libre tienen gran importancia en el programa educativo de este grupo de edad.

### Asociación Guías y Scouts de Chile
Recientemente, en 2008, la Asociación Guías y Scouts de Chile ha incorporado la Rama Caminantes para los jóvenes de 17 a 20 años en reemplazo de la llamada Ruta. Así, quienes tienen entre 15 y 17 años forman parte de la llamada Rama Pioneros.

### Asociación de Scouts de El Salvador
- En el año 2001 se inició la planificación para crear una nueva Rama intermedia a la Scout y Rover, basándose en el estudio de las necesidades de los adolescentes. El 3 de mayo de 2003 se inició la primera Comunidad de Caminantes, en el grupo 12 de San Salvador, con jóvenes de 15 a casi 17 años, lo cual era una ruptura de la visión tradicionalista de muchos grupos.

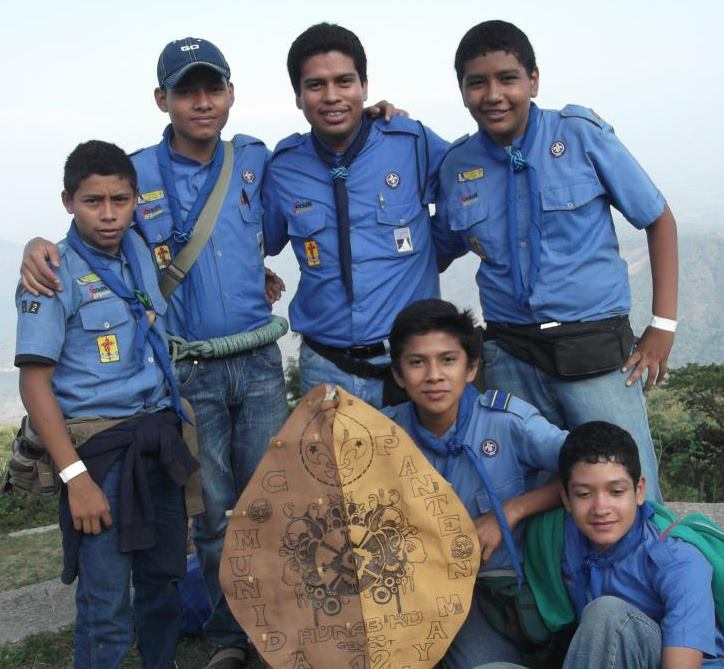
Primera participación en exteriores por parte de la comunidad Panteón Maya del Grupo Scout 12

- Entre los años 2003 a 2006 se crearon varias comunidades en diversos grupos del país, y se dictaron los primeros cursos para dirigentes de la Rama, aunque sin tener la documentación oficial de la OSI.  También, se dieron loa primeros signos de oposición a la Rama de parte de dirigentes de "antigua escuela" que alegaban que la Rama no era de las fundadas por Baden Powell.

- En diciembre de 2007, en el marco del Jamboree Nacional de Centenario, los Caminantes celebraron su primer evento nacional: Uhambo (Viaje en lenguaje Inizulu). Se contó con la participación de 250 jóvenes y 40 adultos. El evento era diferente en su tipo, ya que era un viaje de los jóvenes por diferentes localidades del país, durante 4 días, en los cuales, aparte de conocer las actividades culturales y productivas de las zonas visitadas, se mantuvo una competencia en todos los aspectos técnicos y organizativos de los equipos de jóvenes. El equipo "PAZ" del grupo Scout 90 fue el primer equipo en ganar el premio de Gran Jefe. También en este evento se dieron los primeros lineamientos para la identidad de Rama, como el uso de escudos que imitan al del guerrero zulú, como un estandarte de equipo y la Ceremonia de los Amigos.

- Para 2008 se desarrollaron más cursos de formación para dirigentes y se fundaron nuevas Comunidades. Se oficializó la Rama dentro de los estatutos de la Asociación de Scouts de El Salvador, no sin cierta oposición de varios sectores tradicionalistas. Se celebró el Uhambo 2008 que llevó a los jóvenes a otro viaje por el interior del país hasta culminar en la ciudad de Santa Ana.

- Para 2009 se formalizó el Caminantismo, aunque por la alerta de la epidemia AH1N1 no se celebró el evento planeado para agosto de ese año. En diciembre se llevó a cabo el primer KanyeKanye (Todos juntos en lenguaje inizulu), un evento donde los Caminantes conviven y realizan actividades de corte más juvenil y menos competitivo que el Uhambo.

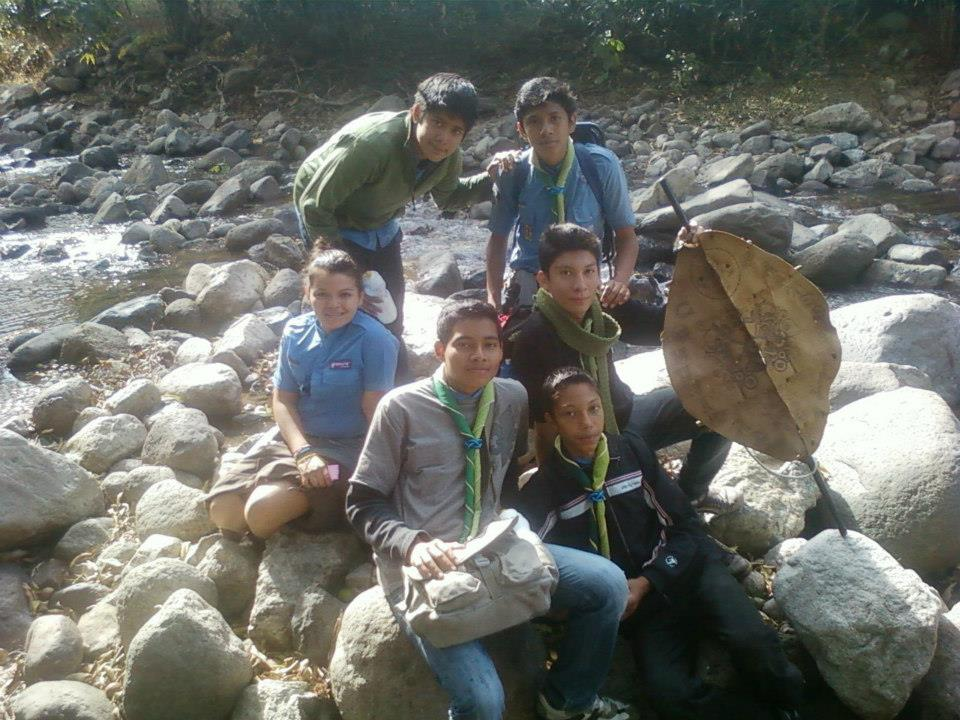
Participación de La Comunidad Panteón Maya en el Jamboree 2012

- En 2010 se realizó el Uhambo en la ciudad de San Vicente y sus alrededores. La misma dinámica de crecimiento de los jóvenes disminuyó un poco la cantidad de Caminantes, quienes ya estaban pasando al Clan. Paralelo al Camporee Centroamericano, se desarrolló el primer KoNKa, el cual tuvo la participación de 95 jóvenes y 18 adultos. Este evento fue muy comentado entre los participantes del Camporee, por la variedad en programa y el factor diversión.

- En 2011 el Uhambo se dirigió hacia la zona oriental del país con la participación de 150 jóvenes y 30 adultos.

- Para el año 2012, exactamente el 4 y 5 de febrero, el Grupo Scout 12 con sede en Polideportivo España de Soyapango, da apertura a la Unidad Caminantes, siendo sus fundadores los jóvenes Fausto Aquino, David Villata, Carlos Pérez y Salvador Vásquez. Dichos Jóvenes decidieron llamar a su Comunidad, "Panteón Maya" como símbolo de ser una juventud con deseos de Rescatar la Identidad de Nuestra Cultura.Creando 2 equipos: Kukulcan y Hunab Ku.

Tras una charla con parte de los integrantes de la Comunidad se decide fundar otro equipo bajo el nombre de "Dios Serpiente", para el día 17 de octubre del mismo año se decidió renombrar al equipo a "Yum Caax" (dios Maya de la naturaleza) para simbolizar el respeto hacia la naturaleza y la convivencia de los jóvenes hacia ella.
Actualmente la Comunidad cuenta con 14 miembros: Patricia Méndez, Salvador Mejia, Luis Alguera, Fausto Aquino, Irvin Montano, Samuel Argueta, Josue  Reyes, Fenderh Orellana, Susana Leiva, David Villalta, Mimi Martínez, Carlos Pérez (Paquita) y Diego Molina.
Así mismo continúan con 2 equipos: Kukulcan y Yum Caax, Dejando así a "Hunab Ku" como el nombre del equipo exclusivo para eventos en exteriores.

### Asociación de Scouts de Ecuador
La Asociación de Scouts de Ecuador también publicó su versión para este grupo de edad.

### Asociación Scouts de Colombia
Desde el año 2004 la Asociación Scouts de Colombia comenzó a trabajar en la investigación y puesta en marcha de la Rama CAMINANTES, conformando un equipo de dirigentes encargados de definir sus generalidades, política, organización y reglamentos, inicialmente enmarcadas dentro del contexto de las denominadas "Ramas Mayores".
Las primeras comunidad piloto de caminantes en Colombia surgieron, de forma separada, en el grupo número 6, San Francisco de Asís, de la ciudad de Popayán, en el grupo 2 caballeros de don Bosco de la ciudad de Cúcuta, en el grupo 22 ûwa de la ciudad de Medellín en 2004, y en el grupo 73 Nabusimake de la ciudad de Bogotá en 2004; a partir de ese año se han conformado varias comunidades en diferentes ciudades y regiones del país siendo una de las primeras seguidoras la comunidad Camelot del grupo número 5, Ciudad de Popayán en la ciudad de Popayán, que presenta actividad ininterrumpida desde el 12 de noviembre de 2005.
Sin embargo, solamente hasta septiembre de 2008, la Dirección Scout Nacional de la Asociación de Scouts de Colombia creó de manera oficial la Rama CAMINANTES para el Movimiento Scout en Colombia.
Sin embargo, ha sido necesario adaptar la Guía de la Región Interamericana de la OMMS a través de una Guía Complementaria.
Este documento surge a partir de la necesidad de contextualizar la Guía para Dirigentes de la Rama Caminantes OM-RI, a los factores sociales y culturales de la Asociación Scouts de Colombia; el presente documento no remplaza la metodología ni la estructura básica presentada en la guía mencionada. Teniendo en cuenta los aportes e inquietudes recopilados por el grupo de trabajo delSeminario Nacional Rover – Tocancipa 2 y 3 de agosto de 2008, con el fin de facilitar la implementación y apropiación de la Rama en los grupos Scout de la Asociación.

### Scouts de Perú
A mediados de la década de los 80's existían patrullas de Pioneros en algunos grupos scouts como en San Isidro 72, este incipiente trabajo daba algunas luces de futuro de la rama Caminantes, en paralelo y posteriormente aparecían las Patrullas "Siempre Listos" conformadas por solamente Guías o patrullas de Guías mayores y subguías o patrullas de scouts grandes con mucha experiencia jóvenes de 15 a 17 años, en el Perú se daban como consecuencia de no pasar a los Rover.
La Asociación de Scouts del Perú Incorpora la Rama Caminantes a fines de 2000.
La Rama Caminantes empezó a trabajar en 2003.
2003
- En el 2003 se Crea la Primera Comunidad Oficial de Caminantes: esta comunidad seria la promotora de otras unidades similares pues era una novedad demasiado viejos para estar en tropa pero muy jóvenes para estar en rovers.

```
             Grupo Scout Surquillo 15 Comunidad "Baden Powell Suqcam15"
                    Dir. Cesar Moreno B. Dir. Martin Jurado B.
```

- En este año OSI dictó el Elemental Internacional de Rama Caminantes 2003 a cargo de Hector Carrer, dictado en la casa de la juventud de Surquillo-Lima, para el Equipo Nacional y Regional de Formación.

2004
Se nombra al Dir. Cesar Moreno B. Comisionado Nacional de Caminantes, y se desarrolla el programa de Caminantes.
- Se encarga al Comisionado Nacional de Rama, preparar el "1.er Modulo de Nociones de Caminantes" para Perú. sobre la base de la experiencia obtenida orientando la Primera Comunidad Oficial de Caminantes "Baden Powell" de Surquillo 15.
- En Oct. 2004, se dicta el "Primer Modulo de Nociones de Caminantes" INDABA de Arequipa 2004, en la Universidad Católica de Santa Maria con 3 horas de duración y abundante información de la rama, donde se establecieron las bases del Caminantismo en el Perú a cargo del comisionado.
- En Nov. 2004, se dictó el "Segundo Modulo de Nociones de Caminantes" INDABA de Chiclayo 2004 el Mismo Módulo de 3 horas de duración, de Nociones de Caminantes de Arequipa 2004 y OSI.

ese año surgen comunidades en Cusco, Arequipa, Chiclayo, Tacna.
2005
- En abril de 2005 se realiza la "Primera Promesa de Caminantes" en la sede Nacional donde participan 50 jóvenes que hicieron por primera vez su promesa de Caminantes, ante el Comisionado Nacional de Caminantes.
- El RAID-AVENTURA de Caminantes es realizado en junio de 2005. El RAID-AVENTURA es una competencia de 2 días de 30 km de largo. desde las costas del distrito de Lurin hasta el distrito de Cieneguilla una competencia por equipos de 4 caminantes consiguiendo la participación de 60 caminantes.
- El primer Encuentro de Coordinadores de Comunidad de Caminantes en Chosica establece las tradiciones de la rama caminantes para el Perú.

- El Curso de Método y Programa en Surquillo para Dirigentes de Rama Caminantes.Se establecieron elementos esenciales de la rama como:

- El Patrono de la Nueva Unidad es elegido:Santo Toribio de Mogrovejo Patrono del Caminantismo en el Perú, y tomando su fecha de celebración como propia de la rama, este Santo del nuevo mundo, es un ejemplo de Pro-Hombre, portador de Paz y un Gran Caminante de las Serranías del Perú.
- El color de la Rama: Azul.
- El Báculo como símbolo del Caminante: que es una vara recta de madera preferiblemente de punta de árbol (eucalipto) que va desde el piso a los pies del caminante, hasta la barbilla, cada Báculo es distinto en cada caminante, es un símbolo de todo caminante.
- se establece el Nombre de CAMINANTE para referirse a la Rama.
- se establece el Nombre de COMUNIDAD para referirse a la unidad en su conjunto.
- se establece el Nombre Jefe de Equipo para referirse al líder de un equipo Permanente de 6 miembros como máximo.
- se establece el Nombre Coordinadores, Coordinador y Vise coordinador para referirse a los dirigentes de la unidad.
- se establece el Nombre Coordinador de Grupo de Trabajo para referirse al Líder de un grupo temporal de trabajo.
- se establece el Nombre Congreso de Comunidad al conjunto de caminantes así reunidos para tomar decisiones sobre el ciclo de programa.
- se establece el Nombre Consejo de comunidad a la reunión de jefes de equipo dirigentes y coordinadores de grupo de trabajo.
- se establece el Nombre Equipo de caminantes a la reunión de 3 a 6 caminantes de manera permanente de una misma edad.
- se establece el Nombre Báculo para definir la vara con la que ayuda el caminante.
- se establece el cuerno de comunidad para congregar a su toque a la comunidad.
- se establece el lugar de reunión: Campo Base de Comunidad.
- se establece el Color de bandera Azul con la insignia de promesa al centro.
- Se diseña la insignia de promesa actual de la unidad de Rama caminantes en el Perú. tomando como símbolos:
```
La brújula, La Rosa de los Vientos y las 4 Flechas de la PAZ de BP. la flecha de la paz Origen, En El sexto Jamboree Mundial. "Jamboree de la Paz". BP, ordena enterrar un hacha y 4 flechas doradas de madera a los 4 puntos cardinales y la misión era que los scouts lleven la paz a todos los puntos del orbe. * una "N" de norte que marca el camino recto y lo correcto. Todos estos elementos quedan en calidad de propuesta, pues no fueron oficializados.
```

2006
En el año 2006 se elige al Dir. Ivan La Negra, quien dirige la rama caminantes.
- en Arequipa se formaron a fines de los años 2006-2007, como por ejemplo grupos scouts San Juan Bautista 134, Claretiano, La Merced 166 y actualmente cuentan con comunidad de caminantes los grupos Internacional 384, CQO 56, Suyay 356, ASA 52.
- Jamboree Nacional ICA 2006 en enero de este año en Perú, Primer Subcampo de Caminantes que reunió a 90 Caminantes en el subcampo de rama.
- Se dicta el Tercer Módulo Nociones de Caminantes en Lima colegio La Salle.

2007
Se nombra al Dir. Abrahan Davila como Comisionado Nacional de Ramas Mayores, fusionando momentáneamente las ramas, Caminantes y Rovers.
- Se realiza el primer Congreso de Dirigentes de Comunidad en la Universidad Católica de Lima.
- Se aprueba la propuesta de la insignia de promesa de Rama en este congreso diseñada por el Dir. Cesar Moreno B. sin ser vinculante.
- El primer CAMPIRCA 2007, Campamento entre Caminantes y Rovers es realizado en julio de 2009 organizado por la CNC y CNR.

2008
Se nombra Comisionado Nacional de Rama Caminantes, al Dir. Fernando Alfonso León Góngora.
- Se imprimen las primeras insignias de Caminantes a iniciativa de Milton Larco D. Gerente de ASP y creada por Moises Novoa con edición de Victor Padilla
- Se realizan las Exitosas "Gitaneadas" sugerencia de "Chamo", Que son reuniones conjuntas itinerantes entre comunidades de caminantes en sus diferentes Locales y localidades. varias comunidades de visita en tu local al mismo tiempo.

Se elaboran, editan e imprimen las primeras publicaciones aprobadas por resolución del JSN son:
- Se establece el Lema: Avanzar
- "Trazando el Camino": contiene los elementos diferenciales de la rama e información general del movimiento scout.
- "Los Retos del Periodo Introductorio en la Comunidad de Caminantes"
- los cuales, luego de la revisión por la Comisión de Método Educativo, han sido aprobados mediante Resolución N.º 070/JSN/2008.y presentadas en el Indaba 2009.

2009
- Primer Elemental de Rama Caminantes participando 9 dirigentes de Rama.
- En le Indaba de Lima 2009 con la participación de Hector Carrer.
- Se presenta el sistema de Especialidades para Caminantes y Rover's
- El segundo CAMPIRCA 2009, Campamento entre Caminantes y Rovers es realizado en diciembre de 2009 organizado por la CNC y CNR.

2010
- Segundo elemental de rama Caminante con 12 participantes y la primera réplica en Arequipa con 4 participantes
- Tercer Campirca, en Santa Rosa de Chontay - Cieneguilla, esta vez solo para caminantes, organizado por la CNC.

Entre el 2009 y el 2010 la Rama Caminante consolida sus características diferenciales actuales, mismas que permite diferenciarse de las ramas adyacentes. Ofrece un programa diferenciado, apropiado y pertinente, donde el caminante puede desarrollarse como individuo.
2011
- se reestructura el módulo "Nociones de rama Caminante" y se dicta en la Sede Nacional por Dir. Sergio Carrion.
- En el desfile Nacional realizado en la Plaza de Armas se entregan las 2 primeras Insignias de Madera en la Rama Caminante a los dirigentes Fernando Leon y Sergio Carrion, en julio se entregó la tercera IM en esta rama a Kira Barragan
- Tercer elemental de rama caminantes con 14 participantes
- Se realiza el Desafío: Giganteada Caminantes, donde los equipos de caminantes se encontraron con diversos retos en forma de juegos Gigantes, participan 80 caminantes, organiza CNC.
- En el 2011, en el Jamboree del Centenario (diciembre de 2011-enero de 2012) se da un subcampo para los caminantes

2012
Es nombrado Comisionado Dir. Sergio Carrion Vassallo
- Se realiza el Urban RAID Lima 2012, el cual se desarrolla en Lima Metropolitana cruzan por 8 distritos, con la participación de 100 caminantes en 20 equipos
- cuarto Curso Elemental de rama Caminante con 25 participantes, quinto curso elemental en Chiclayo con 18 participantes
- se realizan 2 gitaneadas con la participación de más de 100 caminantes
- se realiza Jornada de Servicio, bajo el concepto de sostenibilidad, en los Humedales de Ventanilla con la participación de 112 caminantes.

2013
- Se realiza el IV Encuentro Inter Regional de Caminantes en Sede Nacional, con representantes de 13 comunidades de Lima, quienes revisaron los documentos existentes para ellos, las actividades y se les pidió sugerencias para la mejora del programa.
- Se realiza el III Encuentro Inter Regional de Coordinadores de Comunidades de Caminantes, con representación de 17 comunidades de Lima y Callao.
- Se realiza el IV Campirca en Tornamesa, participan 115 caminantes de 5 regiones y de provincia, Organizado por la Región XIX.
- En Trujillo se realiza el DESAFIO Caminante, actividad que se realizó por 3 días en 3 locaciones diferentes, participan 70 Caminantes de Trujillo y Lima, Organizó Trujillo 11.

2014
- Se realiza el III Encuentro Nacional de Caminantes en el C.A.S. de Chosica.
- Se realiza el IV Congreso Nacional de Caminantes con 26 comunidades de distintas regiones del país con los que se recopilaron sugerencias y mejoras para el programa y para ser presentadas a la Asamblea Nacional Scout Ordinaria, para la cual se escogieron como representantes a los caminantes: Rodrigo Jesús Saldaña Conde y Angie Lucia Sarmiento Ordóñez.